# Comté de Logan (Oklahoma)
Pour les articles homonymes, voir Comté de Logan.
Le comté de Logan est un comté situé dans l'État de l'Oklahoma aux États-Unis. Le siège du comté est Guthrie. Selon le recensement de 2000, sa population est de 33 924 habitants.

## Comtés adjacents
- Comté de Garfield (nord-ouest)
- Comté de Noble (nord)
- Comté de Payne (nord-est)
- Comté de Lincoln (est)
- Comté d'Oklahoma (sud)
- Comté de Kingfisher (ouest)

## Principales villes
- Cedar Valley
- Cimarron City
- Coyle
- Crescent
- Guthrie
- Langston
- Marshall
- Meridian
- Mulhall
- Orlando